# Вдовицата Кудерк
„Вдовицата Кудерк“ (на френски: La Veuve Couderc) е френско-италиански филм от 1971 г. на френския кинорежисьор Пиер Грание-Дефер по едноименния роман на Жорж Сименон. Главната роля на Жан се изпълнява от френския киноартист Ален Делон. Главната женска роля на Кудерк Тати се изпълнява от френската киноактриса Симон Синьоре. В ролята на Фелиси участва италианската актриса Отавия Пиколо.

## Сюжет
Внимание:  Текстът по-долу разкрива сюжета на произведението (или части от него)!
Действието на филма се развива във Франция през юни 1943 г. Главният герой Жан е избягал затворник. Приютява се във фермата на вдовицата Кудерк Тати, жена по-възрастна от него. Жан става неин любовник. Признава ѝ, че е издирван от полицията. Междувременно Жан започва връзка със 16-годишно момиче, което е дъщеря на Кудерк. Близките на мъжа на вдовицата ненавиждат Кудерк, и издават Жан на полицията...

## В ролите
| Изпълнител        | Роля                      |
| ----------------- | ------------------------- |
| Ален Делон        | Жан Лавин                 |
| Симон Синьоре     | Тати, вдовицата Кудер     |
| Отавия Пиколо     | Фелиси                    |
| Жан Тисие         | Анри Кудер                |
| Моник Шомет       | Франсоаз                  |
| Боби Лапуан       | Дезире                    |
| Жан-Пиер Касталди | инспектор                 |
| Пиер Коле         | комисар Мале              |
| Робер Фавар       | префект                   |
| Андре Руйе        | жандарм                   |
| Франсоа Валор     | полковник Люк де Мортемон |